# الوی لیسیاک
الوی لیسیاک (ایتالیایی: Elvy Lissiak؛ ۱۹ ژوئیهٔ ۱۹۲۹ – ۲۵ فوریهٔ ۱۹۹۶) بازیگر اهل ایتالیا بود.
او کارش را با ایفای نقشی در یکی از فیلم‌های لوچانو امر آغاز کرد و بعدها در چندین فیلم با ویتوریو گاسمن همبازی شد.
از فیلم‌ها یا مجموعه‌های تلویزیونی که وی در آن‌ها نقش داشته است، می‌توان به شاهین نیل اشاره نمود.